# Llista de monuments de Sant Feliu de Buixalleu
Llista de monuments de Sant Feliu de Buixalleu inclosos en l'Inventari del Patrimoni Arquitectònic Català per al municipi de Sant Feliu de Buixalleu (Selva). Inclou els inscrits en el Registre de Béns Culturals d'Interès Nacional (BCIN) amb la classificació de monument històric, els Béns Culturals d'Interès Local (BCIL) de caràcter immoble i la resta de béns arquitectònics integrants del patrimoni cultural català.
| Monument                                    | Protecció    | Estil/època                               | Localització                                                                                      | Coordenades                                          | Codi?         | Imatge |
| ------------------------------------------- | ------------ | ----------------------------------------- | ------------------------------------------------------------------------------------------------- | ---------------------------------------------------- | ------------- | --- |
| Torre de la Mora                            | BCIN 1453-MH | Obra popular VII-X                        | Sant Feliu de Buixalleu Gaserans                                                                  | 41° 45′ 52″ N, 2° 34′ 39″ E / 41.764337°N,2.577491°E | RI-51-0006067 | Torre de la Mora (Sant Feliu de Buixalleu) · Vegeu més fotos d'aquest monument · Carregueu una nova foto d'aquest monument                            |
| La Torre de Grions                          | BCIN 1454-MH | Obra popular XIII                         | Sant Feliu de Buixalleu Grions, al costat de l'església                                           | 41° 45′ 40″ N, 2° 36′ 35″ E / 41.760996°N,2.609749°E | RI-51-0006068 | La Torre de Grions (Sant Feliu de Buixalleu) · Vegeu més fotos d'aquest monument · Carregueu una nova foto d'aquest monument                          |
| Església de Sant Feliu de Buixalleu         | BCIL 1980    | Romànic, gòtic XI-XII, XVI                | Sant Feliu de Buixalleu Pl. Catalunya                                                             | 41° 47′ 28″ N, 2° 35′ 11″ E / 41.79118°N,2.58632°E   | IPA-26999     | Església de Sant Feliu de Buixalleu · Vegeu més fotos d'aquest monument · Carregueu una nova foto d'aquest monument                                   |
| Ermita de Sant Segimon del Bosc             | BCIL 1980    | Obra popular X, XVI, XX                   | Sant Feliu de Buixalleu Trencall a la dreta de la ctra. Hostalric-Arbúcies                        | 41° 48′ 43″ N, 2° 33′ 42″ E / 41.81182°N,2.56159°E   | IPA-27000     | Ermita de Sant Segimon del Bosc (Sant Feliu de Buixalleu) · Vegeu més fotos d'aquest monument · Carregueu una nova foto d'aquest monument             |
| Can Buixalleu                               |              | Obra popular, gòtic IX, XVI, XX           | Sant Feliu de Buixalleu Ctra. a Sant Feliu de Buixalleu, trencall esquerra                        | 41° 47′ 17″ N, 2° 34′ 33″ E / 41.78809°N,2.57594°E   | IPA-27001     | Can Buixalleu (Sant Feliu de Buixalleu) · Vegeu més fotos d'aquest monument · Carregueu una nova foto d'aquest monument                               |
| Can Vilar                                   | BCIL 1980    | Obra popular XVI, XX                      | Sant Feliu de Buixalleu Ctra. Hostalric-Arbúcies, trencall dreta                                  | 41° 47′ 12″ N, 2° 33′ 42″ E / 41.78654°N,2.56173°E   | IPA-27002     | Can Vilar (Sant Feliu de Buixalleu) · Vegeu més fotos d'aquest monument · Carregueu una nova foto d'aquest monument                                   |
| Can Garduix                                 | BCIL 1980    | Obra popular XIX                          | Sant Feliu de Buixalleu Crtra. Arbúcies, a l'alçada del pont                                      | 41° 46′ 16″ N, 2° 34′ 39″ E / 41.77101°N,2.5776°E    | IPA-27003     | Carregueu una nova foto d'aquest monument |
| Ca n'Horta                                  |              | Obra popular X, XII, XVII, XIX, XX        | Sant Feliu de Buixalleu Ctra. Hostalric-Arbúcies                                                  | 41° 47′ 18″ N, 2° 33′ 33″ E / 41.7883°N,2.55923°E    | IPA-27004     | Ca n'Horta (Sant Feliu de Buixalleu) · Vegeu més fotos d'aquest monument · Carregueu una nova foto d'aquest monument                                  |
| Can Roquet                                  |              | Obra popular XII                          | Sant Feliu de Buixalleu Camí de Sant Feliu a Sant Segimon                                         | 41° 48′ 35″ N, 2° 34′ 54″ E / 41.80979°N,2.58164°E   | IPA-27005     | Carregueu una nova foto d'aquest monument |
| Can Fontseca                                | BCIL 1980    | Obra popular XIX                          | Sant Feliu de Buixalleu Ctra. a l'ermita de Santa Bàrbara                                         | 41° 47′ 52″ N, 2° 34′ 26″ E / 41.79775°N,2.57391°E   | IPA-27006     | Carregueu una nova foto d'aquest monument |
| Església de Sant Llorenç de Gaserans        | BCIL 1980    | Barroc, romànic XI, XIX                   | Sant Feliu de Buixalleu Gaserans                                                                  | 41° 44′ 58″ N, 2° 35′ 26″ E / 41.749444°N,2.590556°E | IPA-27007     | Església de Sant Llorenç de Gaserans (Sant Feliu de Buixalleu) · Vegeu més fotos d'aquest monument · Carregueu una nova foto d'aquest monument        |
| Can Rectoria                                |              | Obra popular XVI                          | Sant Feliu de Buixalleu Gaserans, en un petit turó                                                | 41° 44′ 49″ N, 2° 36′ 02″ E / 41.74683°N,2.60065°E   | IPA-27008     | Carregueu una nova foto d'aquest monument |
| Can Palomer, o Can Palomer                  |              | Obra popular XV, XIX                      | Sant Feliu de Buixalleu Gaserans                                                                  | 41° 45′ 31″ N, 2° 36′ 47″ E / 41.75851°N,2.61307°E   | IPA-27009     | Carregueu una nova foto d'aquest monument |
| Can Draper, o Can Gasull                    | BCIL 1980    | Obra popular XV                           | Sant Feliu de Buixalleu Gaserans                                                                  | 41° 45′ 07″ N, 2° 35′ 52″ E / 41.752°N,2.59781°E     | IPA-27010     | Carregueu una nova foto d'aquest monument |
| Can Bres                                    |              | Obra popular XVIII                        | Sant Feliu de Buixalleu Gaserans                                                                  | 41° 44′ 53″ N, 2° 35′ 55″ E / 41.74817°N,2.59863°E   | IPA-27011     | Carregueu una nova foto d'aquest monument |
| Can Vinyoles                                |              | Obra popular XVII                         | Sant Feliu de Buixalleu Serra de Can Rumbo, Gaserans                                              | 41° 44′ 11″ N, 2° 36′ 15″ E / 41.73647°N,2.60429°E   | IPA-27012     | Carregueu una nova foto d'aquest monument |
| Can Xacó                                    |              | Obra popular XVIII, XI                    | Sant Feliu de Buixalleu Gaserans                                                                  | 41° 47′ 51″ N, 2° 33′ 53″ E / 41.79757°N,2.56484°E   | IPA-27013     | Carregueu una nova foto d'aquest monument |
| Can Rumbo, o Can Palet de Baix              |              | Obra popular XIV                          | Sant Feliu de Buixalleu Gaserans, molt a prop de Cal Capità                                       | 41° 44′ 35″ N, 2° 36′ 06″ E / 41.74306°N,2.60162°E   | IPA-27014     | Carregueu una nova foto d'aquest monument |
| Can Miquel                                  |              | Obra popular XIX                          | Sant Feliu de Buixalleu Gaserans, molt a prop de Ca l'Alomar                                      | 41° 44′ 39″ N, 2° 35′ 00″ E / 41.74406°N,2.58338°E   | IPA-27015     | Carregueu una nova foto d'aquest monument |
| Can Capità                                  |              | Obra popular XVI                          | Sant Feliu de Buixalleu Serra de Can Rumbo, Gaserans                                              | 41° 44′ 36″ N, 2° 36′ 05″ E / 41.74335°N,2.6013°E    | IPA-27016     | Carregueu una nova foto d'aquest monument |
| Can Pladamunt                               | BCIL 1980    | Obra popular, gòtic XV, XIX               | Sant Feliu de Buixalleu Gaserans                                                                  | 41° 44′ 56″ N, 2° 36′ 14″ E / 41.74895°N,2.60385°E   | IPA-27017     | Carregueu una nova foto d'aquest monument |
| Can Crous                                   |              | Obra popular XV, XIX, XX                  | Sant Feliu de Buixalleu Gaserans                                                                  | 41° 44′ 23″ N, 2° 35′ 12″ E / 41.73963°N,2.58668°E   | IPA-27018     | Carregueu una nova foto d'aquest monument |
| Can Montal                                  | BCIL 1980    | Obra popular XV                           | Sant Feliu de Buixalleu Gaserans                                                                  | 41° 44′ 12″ N, 2° 34′ 56″ E / 41.73655°N,2.58226°E   | IPA-27019     | Carregueu una nova foto d'aquest monument |
| Can Gibernat                                |              | Obra popular XV, XX                       | Sant Feliu de Buixalleu Gaserans                                                                  | 41° 44′ 11″ N, 2° 35′ 24″ E / 41.73629°N,2.59°E      | IPA-27020     | Carregueu una nova foto d'aquest monument |
| Església de Sant Gabriel de Grions          | BCIL 1980    | Neoclassicisme XII, XIX                   | Sant Feliu de Buixalleu Grions, carretera d'Hostalric                                             | 41° 45′ 40″ N, 2° 36′ 31″ E / 41.76103°N,2.60854°E   | IPA-27021     | Església de Sant Gabriel de Grions (Sant Feliu de Buixalleu) · Vegeu més fotos d'aquest monument · Carregueu una nova foto d'aquest monument          |
| Can Bruguera                                |              | Obra popular XV, XX                       | Sant Feliu de Buixalleu Grions                                                                    | 41° 45′ 19″ N, 2° 36′ 50″ E / 41.75536°N,2.61379°E   | IPA-27022     | Carregueu una nova foto d'aquest monument |
| Can Boter                                   |              | Obra popular XIX                          | Sant Feliu de Buixalleu Grions                                                                    | 41° 45′ 12″ N, 2° 37′ 00″ E / 41.75341°N,2.61661°E   | IPA-27023     | Carregueu una nova foto d'aquest monument |
| Can Cotarrossa                              |              | Obra popular XVIII, XX                    | Sant Feliu de Buixalleu Grions, molt a prop nucli de Can Cerdanya                                 | 41° 45′ 53″ N, 2° 36′ 34″ E / 41.76484°N,2.60949°E   | IPA-27024     | Carregueu una nova foto d'aquest monument |
| Can Noalart                                 |              | Obra popular XVII                         | Sant Feliu de Buixalleu Grions                                                                    | 41° 45′ 23″ N, 2° 37′ 24″ E / 41.75649°N,2.62333°E   | IPA-27025     | Carregueu una nova foto d'aquest monument |
| Can Puigmarí                                |              | Obra popular, gòtic XVI, XX               | Sant Feliu de Buixalleu Grions                                                                    | 41° 45′ 31″ N, 2° 36′ 47″ E / 41.75853°N,2.61303°E   | IPA-27026     | Carregueu una nova foto d'aquest monument |
| Can Domènec                                 |              | Obra popular XI, XIX                      | Sant Feliu de Buixalleu Grions                                                                    | 41° 45′ 26″ N, 2° 36′ 31″ E / 41.75713°N,2.60869°E   | IPA-27027     | Carregueu una nova foto d'aquest monument |
| Ca l'Albert                                 |              | Obra popular XIV, XX                      | Sant Feliu de Buixalleu Gaserans                                                                  | 41° 44′ 30″ N, 2° 35′ 43″ E / 41.74175°N,2.59539°E   | IPA-27028     | Carregueu una nova foto d'aquest monument |
| Can Joan                                    |              | Obra popular                              | Sant Feliu de Buixalleu Gaserans (enderrocat)                                                     |                                                      | IPA-27029     | Carregueu una nova foto d'aquest monument |
| Can Nan de les Campanes                     |              | Obra popular XIX                          | Sant Feliu de Buixalleu Gaserans                                                                  | 41° 44′ 42″ N, 2° 35′ 51″ E / 41.74508°N,2.59743°E   | IPA-27030     | Carregueu una nova foto d'aquest monument |
| Ca l'Alomar                                 |              | Obra popular XVII, XX                     | Sant Feliu de Buixalleu Gaserans                                                                  | 41° 44′ 33″ N, 2° 35′ 05″ E / 41.74261°N,2.58469°E   | IPA-27031     | Carregueu una nova foto d'aquest monument |
| Can Fora Vila                               |              | Obra popular, modernisme XIX              | Sant Feliu de Buixalleu Poc abans d'arribar a l'ermita de Sant Romà                               | 41° 48′ 00″ N, 2° 35′ 29″ E / 41.80007°N,2.59145°E   | IPA-27032     | Carregueu una nova foto d'aquest monument |
| Can Cerdanya                                |              | Obra popular XIX                          | Sant Feliu de Buixalleu Grions, molt a prop nucli                                                 | 41° 45′ 47″ N, 2° 36′ 24″ E / 41.76306°N,2.60677°E   | IPA-27033     | Carregueu una nova foto d'aquest monument |
| Can Pons                                    | BCIL 1980    | Obra popular XVII                         | Sant Feliu de Buixalleu Trencall esquerra camí Sant Feliu - Sant Segimon                          | 41° 48′ 30″ N, 2° 34′ 55″ E / 41.80839°N,2.58208°E   | IPA-27034     | Carregueu una nova foto d'aquest monument |
| Can Pagès, o Can Payetes                    |              | Obra popular, gòtic tardà XVI             | Sant Feliu de Buixalleu Camí de Sant Feliu a Sant Segimon                                         | 41° 48′ 49″ N, 2° 34′ 24″ E / 41.81367°N,2.5732°E    | IPA-27035     | Carregueu una nova foto d'aquest monument |
| Can Mas                                     |              | Obra popular, gòtic XV                    | Sant Feliu de Buixalleu Molt a prop de l'ermita de Sant Romà                                      | 41° 47′ 53″ N, 2° 36′ 02″ E / 41.79798°N,2.60051°E   | IPA-27036     | Carregueu una nova foto d'aquest monument |
| Molí de Dalt                                |              | Obra popular XIX                          | Sant Feliu de Buixalleu Gaserans                                                                  | 41° 45′ 22″ N, 2° 36′ 13″ E / 41.75599°N,2.60364°E   | IPA-30636     | Carregueu una nova foto d'aquest monument |
| Farga de Gaserans                           |              | Obra popular XIX                          | Sant Feliu de Buixalleu Gaserans                                                                  | 41° 44′ 22″ N, 2° 36′ 19″ E / 41.73955°N,2.60519°E   | IPA-30637     | Carregueu una nova foto d'aquest monument |
| Can Mateu                                   |              | Obra popular XVII, XX                     | Sant Feliu de Buixalleu Gaserans                                                                  | 41° 44′ 23″ N, 2° 35′ 13″ E / 41.73976°N,2.58692°E   | IPA-30638     | Carregueu una nova foto d'aquest monument |
| Ca l'Iglésies                               |              | Obra popular XVII                         | Sant Feliu de Buixalleu Pl. de Catalunya, al costat de l'església                                 | 41° 47′ 29″ N, 2° 35′ 12″ E / 41.79132°N,2.58674°E   | IPA-30639     | Ca l'Iglésies (Sant Feliu de Buixalleu) · Vegeu més fotos d'aquest monument · Carregueu una nova foto d'aquest monument                               |
| Can Molins                                  | BCIL 1980    | Obra popular, gòtic XVI, XVIII, XXI Inici | Sant Feliu de Buixalleu Gaserans, ctra. al Molí de Dalt                                           | 41° 45′ 14″ N, 2° 36′ 11″ E / 41.75383°N,2.603°E     | IPA-30640     | Carregueu una nova foto d'aquest monument |
| Can Moner                                   |              | Obra popular XIX                          | Sant Feliu de Buixalleu Grions, ctra. Hostalric-Arbúcies, km 3,5                                  | 41° 45′ 43″ N, 2° 35′ 37″ E / 41.76192°N,2.59361°E   | IPA-30641     | Carregueu una nova foto d'aquest monument |
| Can Pla d'Avall                             |              | Obra popular XIX                          | Sant Feliu de Buixalleu Gaserans                                                                  | 41° 44′ 56″ N, 2° 36′ 07″ E / 41.74886°N,2.60188°E   | IPA-30642     | Carregueu una nova foto d'aquest monument |
| Can Roca                                    |              | Obra popular XVII, XX                     | Sant Feliu de Buixalleu Gaserans                                                                  | 41° 44′ 28″ N, 2° 35′ 06″ E / 41.741066°N,2.585070°E | IPA-30643     | Carregueu una nova foto d'aquest monument |
| Can Ramió, o Can Raminyo                    |              | Obra popular XVII                         | Sant Feliu de Buixalleu Gaserans                                                                  | 41° 44′ 37″ N, 2° 35′ 37″ E / 41.74362°N,2.59371°E   | IPA-30644     | Carregueu una nova foto d'aquest monument |
| Ermita de Sant Romà                         | BCIL 1980    | Obra popular XVII, XX                     | Sant Feliu de Buixalleu Trencall a la dreta de la pista St. Feliu - Sta. Coloma, a 1 km del nucli | 41° 47′ 56″ N, 2° 35′ 58″ E / 41.79876°N,2.59948°E   | IPA-30645     | Ermita de Sant Romà (Sant Feliu de Buixalleu) · Modifica el valor a Wikidata · Carregueu una nova foto d'aquest monument                              |
| Can Sant Jaume                              |              | Obra popular, gòtic tardà XVI, XX         | Sant Feliu de Buixalleu Gaserans                                                                  | 41° 43′ 40″ N, 2° 34′ 18″ E / 41.72771°N,2.57179°E   | IPA-30646     | Carregueu una nova foto d'aquest monument |
| Ermita de Santa Bàrbara                     | BCIL 2001    | Obra popular XVI                          | Sant Feliu de Buixalleu Trencall a l'esquerra de la pista de Sant Feliu - Sant Segimon            | 41° 47′ 53″ N, 2° 34′ 43″ E / 41.79795°N,2.57866°E   | IPA-30647     | Carregueu una nova foto d'aquest monument |
| Cal Ferrer Lluís                            |              | Obra popular XVIII                        | Sant Feliu de Buixalleu Gaserans, just a l'entrada                                                | 41° 44′ 48″ N, 2° 36′ 02″ E / 41.74668°N,2.60063°E   | IPA-33775     | Carregueu una nova foto d'aquest monument |
| Monument a Ramon Berenguer II Cap d'Estopes |              | Darreres tendències XX                    | Sant Feliu de Buixalleu Gaserans, prop del Gorg del Perxistor                                     | 41° 43′ 43″ N, 2° 36′ 08″ E / 41.728497°N,2.602131°E | IPA-33776     | Monument a Ramon Berenguer II Cap d'Estopes (Sant Feliu de Buixalleu) · Vegeu més fotos d'aquest monument · Carregueu una nova foto d'aquest monument |
| Forn de Can Molins                          |              | Obra popular XIX                          | Sant Feliu de Buixalleu Gaserans, al costat de Can Molins                                         | 41° 45′ 13″ N, 2° 36′ 09″ E / 41.75353°N,2.60257°E   | IPA-33777     | Carregueu una nova foto d'aquest monument |
| Molí de n'Horta                             |              | Obra popular XIX                          | Sant Feliu de Buixalleu Ctra. Arbúcies-Hostalric                                                  | 41° 47′ 09″ N, 2° 33′ 29″ E / 41.7859°N,2.55792°E    | IPA-33778     | Carregueu una nova foto d'aquest monument |
| Can Tusell                                  | BCIL 1980    | Obra popular, gòtic XV, XIX               | Sant Feliu de Buixalleu Gaserans (enderrocat)                                                     | 41° 45′ 14″ N, 2° 35′ 27″ E / 41.75380°N,2.59070°E   | IPA-33779     | Carregueu una nova foto d'aquest monument |
| Antigues Escoles de Sant Feliu de Buixalleu |              | Obra popular XIX Final                    | Sant Feliu de Buixalleu Pl. Catalunya, 1, al costat de l'església                                 | 41° 47′ 27″ N, 2° 35′ 10″ E / 41.79086°N,2.58622°E   | IPA-33780     | Carregueu una nova foto d'aquest monument |
| Can Pons-Xic                                |              | Obra popular XIX, XX                      | Sant Feliu de Buixalleu Trencall dreta ctra. Sant Feliu direcció Sant Segimon del Bosc            | 41° 48′ 18″ N, 2° 34′ 23″ E / 41.80497°N,2.57297°E   | IPA-33781     | Carregueu una nova foto d'aquest monument |
| Molí de Baix                                |              | Obra popular XIII, XIX                    | Sant Feliu de Buixalleu Gaserans                                                                  | 41° 44′ 21″ N, 2° 36′ 23″ E / 41.73912°N,2.60649°E   | IPA-33782     | Carregueu una nova foto d'aquest monument |
| Can Messeguer                               | BCIL 1980    |                                           | Sant Feliu de Buixalleu                                                                           | 41° 46′ 17″ N, 2° 32′ 43″ E / 41.77143°N,2.54529°E   | IPA-40680     | Carregueu una nova foto d'aquest monument |
| Forn d'en Garduix                           |              | Obra popular                              | Sant Feliu de Buixalleu                                                                           | 41° 46′ 26″ N, 2° 34′ 50″ E / 41.77384°N,2.58067°E   | IPA-43444     | Carregueu una nova foto d'aquest monument |
| Pou de glaç                                 |              | Obra popular XVII                         | Sant Feliu de Buixalleu                                                                           | 41° 46′ 20″ N, 2° 34′ 23″ E / 41.77227°N,2.57307°E   | IPA-43445     | Carregueu una nova foto d'aquest monument |

El Castell de Montsoriu està entre els municipis de Sant Feliu de Buixalleu i Arbúcies (vegeu la llista de monuments d'Arbúcies)